# Palau Sardiaca
El Palau Sardiaca és un edifici fortificat al nucli de Palau al terme municipal de Palau de Santa Eulàlia (l'Alt Empordà) declarat bé cultural d'interès nacional.

## Arquitectura
Edifici aïllat, que es troba a darrere de l'església de Sant Esteve. A la façana hi ha el portal, d'arc de mig punt, amb dovelles no molt grans. Al seu costat, s'alça la torre quadrangular que en el primer pis té una finestra coronella, biforada d'arc de mig punt i impostes incurvades. La columna i el capitell, amb decoració floral i geomètrica estan ben conservats. A la part baixa hi veiem algunes espitlleres. Els altres cossos del palau i les voltes no existeixen, s'han enfonsat a causa del pas del temps. En alguns punts dels murs laterals veiem que hi havia parts construïdes amb parets de tàpia.

## Història
El palau fou possessió dels ardiaques d'Empúries i de Besalú. Els elements conservats de l'antic castell de Palau Sardiaca daten del segle xiv. Se sap que el palau es trobava en estat de ruïna el segle xv, en temps de l'ardiaca Galceran de Sarriera (1463-1464), i que el seu successor Andreu Alfonsello (1464-1490) el va reconstruir. També hi ha constància de la restauració efectuada en temps de l'ardiaca Benet de Cartellà (1626-1631), en una llinda datada el 1626 amb l'escut dels Cartellà.
La torre va conservar-se en tota la seva alçària original fins al 1936-39, quan va caure la part alta.